# Horná Lehota (Brezno)
Horná Lehota (bis 1927 slowakisch „Horná Lehôta“; ungarisch Felsőszabadi – bis 1907 Felsőlehota) ist eine Gemeinde in der Mitte der Slowakei mit 559 Einwohnern (Stand 31. Dezember 2024), die zum Okres Brezno, einem Kreis des Banskobystrický kraj gehört und zur traditionellen Landschaft Horehronie gezählt wird.

## Geographie

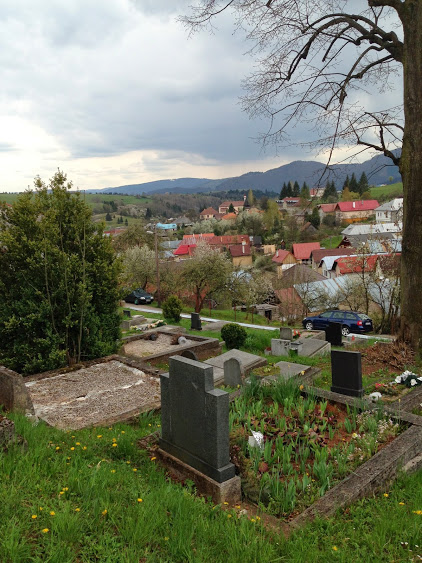
Blick auf Horná Lehota vom Friedhof aus

Die Gemeinde befindet sich am Südhang des mittleren Teils der Niederen Tatra, im Einzugsgebiet des Baches Hnusné im Flusssystem Hron. Das knapp 45,9 km² große Gemeindegebiet reicht bis zum Hauptkamm der Niederen Tatra und somit zum Kerngebiet des Nationalparks Niedere Tatra und hat Anteil an den Zweitausendern Chopok und Ďumbier, begrenzt durch den Bach Bystrianka im Osten und einen Seitenkamm im Westen. Das Ortszentrum liegt auf einer Höhe von 640 m n.m. und ist 12 Kilometer von Brezno entfernt.
Verwaltungstechnisch gliedert sich die Gemeinde in Gemeindeteile Bruchačka (zwei Kilometer südlich des Hauptortes) und Horná Lehota.
Das Gemeindegebiet von Horná Lehota grenzt an Demänovská Dolina und Liptovský Ján über den Hauptkamm im Norden, auf einem kurzen Abschnitt Brezno im Nordosten, Bystrá im Osten, Valaská im Südosten, Podbrezová im Süden und Dolná Lehota im Westen.

## Geschichte
Der Ort wurde zum ersten Mal 1406 als Superior Lehota schriftlich erwähnt und gehörte damals zum Herrschaftsgut der Burg Liptsch und lag dort bis 1848. Bis zum 16. Jahrhundert gab es Goldbergwerke und danach war Horná Lehota ein landwirtschaftlicher Ort mit entwickelter Schafhaltung. 1828 zählte man 151 Häuser und 1168 Einwohner, die in Forst- und Landwirtschaft und als Spitzenmacher beschäftigt waren, seit der Mitte des 19. Jahrhunderts arbeiteten sie zudem im Stahlwerk in Podbrezová.
Bis 1918 gehörte der im Komitat Sohl liegende Ort zum Königreich Ungarn und kam danach zur Tschechoslowakei beziehungsweise heute Slowakei.

## Bevölkerung
| Jahr                | 1994 | 2004     | 2014    | 2024    |
| ------------------- | ---- | -------- | ------- | ------- |
| Anzahl der Personen | 647  | 562      | 596     | 559     |
| Unterschied         |      | −13,13 % | +6,04 % | −6,20 % |

| Jahr                | 2023 | 2024    |
| ------------------- | ---- | ------- |
| Anzahl der Personen | 571  | 559     |
| Unterschied         |      | −2,10 % |

Gemäß der Volkszählung 2011 wohnten in Horná Lehota 580 Einwohner, davon 527 Slowaken, sieben Roma und je ein Magyare und Tscheche. 44 Einwohner machten keine Angaben. 307 Einwohner bekannten sich zur römisch-katholischen Kirche, 100 Einwohner zur evangelischen Kirche A. B., sechs Einwohner zur apostolischen Kirche und je ein Einwohner zur evangelistischen Kirche und zur jüdischen Gemeinde; ein Einwohner war anderer Konfession. 93 Einwohner waren konfessionslos und bei 71 Einwohnern ist die Konfession nicht ermittelt.
Ergebnisse nach der Volkszählung 2001 (584 Einwohner):
| Nach Ethnie: - 94,35 % Slowaken - 4,97 % Roma | Nach Konfession: - 61,13 % römisch-katholisch - 20,72 % evangelisch - 13,87 % konfessionslos - 2,74 % keine Angabe |

## Sehenswürdigkeiten und Tourismus
- römisch-katholische Erzengel-Michael-Kirche im Barockstil aus dem Ende des 17. Jahrhunderts
- evangelische Kirche aus dem Jahr 1790, nach dem Toleranzpatent erbaut
- Grab, Denkmal und Gedenkpfarrhof an den Dichter Samo Chalupka

Auf dem Gemeindegebiet gibt es bekannte touristische Orte wie Tále, Krpáčovo (teilweise in Dolná Lehota) und Trangoška unterhalb des Chopok. Diese sind über Nachbarorte Bystrá und Dolná Lehota erreichbar.

## Persönlichkeiten
- Samo Chalupka (1812–1883), slowakischer Dichter